# Papà scatenato
Papà scatenato (About My Father) è un film del 2023 diretto da Laura Terruso.

## Trama
Sebastian svela al padre, l'immigrato italiano Salvo, il suo desiderio di sposare la fidanzata Ellie. Salvo allora decide di unirsi alla coppia per conoscere i futuri consuoceri.

## Produzione
Nell'aprile 2018 è stato annunciato che Sebastian Maniscalco avrebbe recitato in un film dalle tinte autobiografiche. Il progetto è entrato in cantiere nel marzo 2021, quando Robert De Niro si è unito al cast nel ruolo di Salvo. 
Le riprese principali si sono svolte a Mobile, Alabama, tra il settembre e l'ottobre 2021.

## Promozione
Il primo trailer è stato diffuso il 22 febbraio 2023.

## Distribuzione
Il film viene distribuito nelle sale cinematografiche statunitensi dal 26 maggio 2023 mentre in quelle italiane dal 27 luglio 2023.

## Accoglienza
Il film è stato accolto negativamente dalla critica. L'aggregatore di recensioni Rotten Tomatoes riporta il 36% di recensioni positive, con un punteggio medio di 4,9 su 10 basato sul consenso di 86 critici.

## Riconoscimenti
- 2023 - Razzie Awards
  - Candidatura alla peggiore attrice non protagonista a Kim Cattrall